# 高橋繁浩
高橋 繁浩（たかはし しげひろ、1961年〈昭和36年〉6月15日 ‐ ）は、滋賀県草津市出身の元オリンピック競泳選手。専門は平泳ぎで「水没泳法」のパイオニア。中京大学卒。中京大学大学院体育学研究科修了。中京大学スポーツ科学部競技スポーツ科学科教授。日本放送協会やテレビ朝日の水泳中継で解説も務めている。

## 略歴
草津市北大萱町に生まれ、草津市立松原中学校の2年生の時に全国大会へ初出場する。その翌年に開催した全国中学校水泳競技大会の200 m平泳ぎに出場し、優勝する。1964年東京オリンピック・1968年メキシコオリンピックの平泳ぎの日本代表選手で、田口信教（1972年ミュンヘンオリンピック男子100 m平泳ぎ優勝）を指導した鶴峯治の目に留まる。その後、尾道高等学校（現：尾道中学校・高等学校）に進学したが、学校経営者と恩師の鶴峯が水泳部の運営をめぐって対立した影響で中京高等学校（現中京大学附属中京高等学校）へ転校。鶴峯との二人三脚で水没泳法を完成させた。自己最高記録（長水路）100 m平泳ぎ1分3秒80、200 m平泳ぎ2分17秒69。
1978年 第18回サンタクララ国際水泳競技大会に出場し、100 m・200 m平泳ぎでその年の世界最高（1分4秒13・2分17秒81〈日本新、世界歴代4位〉）をマークして優勝。世界ランキング1位となり、「田口二世」の期待が集まる。
1978年 第3回世界水泳選手権に出場し、100 m平泳ぎで6位に入賞。
1978年 第8回アジア大会に出場し、100 m・200 m平泳ぎで優勝。
1980年 中京大学に入学、同年に1980年モスクワオリンピック選考会で泳法違反となる。
1984年 ロサンゼルスオリンピックに出場し、その後、引退した。
1987年 国際水泳連盟のルールが改正される。それが契機となり、現役に復帰することを決意。カムバック宣言。
1988年 ソウルオリンピックの競泳に当時の最高齢（27歳）として出場し、高橋自身が持つ200 m平泳ぎの日本記録を10年ぶりに更新（2分17秒69）。コンソレーションファイナル（順位決定戦）進出（10位確定）。そして引退した。選手としてのピークが既に過ぎていた高橋が日本記録を更新したことに日本の水泳関係者ならびに記者の間では「金メダルに匹敵する」と称賛された。なお、高橋が泳いだ予選の同じ組では、まだ駆け出しだった後の世界王者マイク・バローマンと一緒に泳いた。
1990年 中京大学体育学部専任講師となる。コーチとしては同じ平泳ぎの林享を指導した。
2009年8月 高速水着騒動を受け、国際水泳連盟（現：世界水泳連盟）より新規に発足した競泳水着審議認可委員会委員に指名された。
2015年 日本水泳連盟理事に就任、選手強化に携わる。
現在（2024年時点）は草津市のPRグループ、「KUSATSU BOOSTERS」のメンバーに在籍し、草津市のイメージや認知度アップを行う活動も兼務している。その活動例として、草津市立プール（愛称・インフロニア草津アクアティクスセンター）の開設を祝うコメントが挙げられる。

## 人物

### 解説スタイル
普段は明快な解説であるが、興奮するとアナウンサーの実況が被さって聞こえなくなるほどの声をあげる。1992年バルセロナオリンピックの岩崎恭子の女子200 m平泳ぎ決勝レースで金メダルを獲得した際のゴール手前での「ここからいけ! ここからいけ!」や、2008年北京オリンピックでの北島康介が金メダルを獲得した100 m平泳ぎ決勝にて「うまい！ うまい！ うまいレース運びでしたよ！ 康介おめでとう！」、400 mリレーでのアメリカチームの逆転劇での解説などで知られる。

## CM
- 美津濃「SPEEDO」（1979年）[注 4][8]

## 書籍
- 「スイミングQ&A教室：お悩み解決 平泳ぎ編」（2004年 - 藤森善弘[9]との共同著書：ISBN 978-4583038223）
- E.W. マグリシオ著「スイミング・ファステスト」（2005年 - 鈴木大地との共同翻訳：ISBN 978-4583038728）